# Max Green
Maxwell Scott Green (Cincinnati, 15 dicembre 1984) è un bassista e cantante statunitense, ex membro dei Falling in Reverse, dei The Natural Born Killers e degli Escape the Fate.

## Biografia
Nato in Ohio, si trasferisce all'età di dieci anni a Pahrump, dove vive per tre anni e mezzo, per poi definitivamente stabilirsi a Las Vegas. Ha avuto problemi con il padre, il quale è stato assente per tutta la sua infanzia. Ha una sorella più piccola, Hayley, chitarrista in una band meno conosciuta.
Fin da piccolo studia chitarra ma da adolescente, ispirato dagli Rx Bandits, si cimenta nello studio del basso. I suoi artisti preferiti erano i Metallica, gli AC/DC, i Mötley Crüe, gli Iron Maiden e Marilyn Manson e ne è sempre stato influenzato. Prima di entrare a far parte di una band, aveva sempre desiderato diventare un musicista affermato e imparò la tecnica dello scream prendendo come esempio Spencer Chamberlain degli Underoath.
Ha partecipato a numerosi gruppi da adolescente, come gli Almost Heroes, di cui era membro il giorno in cui incontrò Ronnie Radke ad un talent show. In quell'occasione a Radke, membro di un altro gruppo, cadde il microfono a terra durante l'esibizione, al che Green salì sul palco recuperandolo. Da quel momento i due diventano grandi amici e successivamente formano il gruppo True Story. Quando Radke imparerà la tecnica dello scream i due, insieme a Bryan Money, formeranno gli Escape the Fate.

### Escape the Fate e Falling in Reverse (2004–2014)
Nel novembre 2010, in seguito a problemi con l'eroina e ispirato dall'autobiografia di Nikki Sixx, decide di entrare in riabilitazione, costringendo il gruppo ad annullare il tour europeo con i Bullet for My Valentine per supportarlo.
Ad ottobre 2011 lascia il gruppo, ma la comunicazione ufficiale perviene solo il 4 marzo 2012, assicurando però che continuerà a suonare. Viene sostituito da TJ Bell, bassista dei Motionless in White. Due anni dopo rivelerà che tra i motivi di questa decisione vi erano problemi di comunicazione con gli altri membri, oltre che la sua forte tossicodipendenza.
Ad aprile entra nel gruppo The Natural Born Killers come chitarrista, insieme al cantante Clayton Ryan, il bassista Brent Ashley, il chitarrista Philip Kross ed il batterista Kriz DK. Dopo l'uscita dell'EP Oblivion, avvenuta il 6 ottobre, Green abbandona la band per problemi personali verso la fine del 2012. Di lì a poco il gruppo si scioglie.
A settembre 2013, dopo un lungo periodo di sobrietà e a causa del rifiuto di Money di partecipare al tour con i Five Finger Death Punch, Green decide di rientrare negli Escape the Fate su invito di Mabbitt, prendendo il posto di Bell, che viene spostato alla chitarra.
Dopo pochi mesi, in vista di un tour con i Pop Evil, decide all'ultimo momento di non prendervi parte, giustificandosi inizialmente con gli altri membri dicendo di avere alcuni problemi famigliari da risolvere, cosa che annuncia pubblicamente solo in seguito, il 7 maggio 2014. Tuttavia, all'oscuro degli altri, il 9 maggio dichiara alla stampa di aver lasciato il gruppo perché insoddisfatto della direzione che stava prendendo. Allo stesso tempo assicura di essere sobrio e non avere altri problemi con la droga, come successo in passato, cosa di cui il gruppo era preoccupato. Nella stessa settimana viene annunciata l'entrata di Green nei Falling in Reverse, ricongiungendosi con Radke, suo grande amico, andando a sostituire il bassista Ron Ficarro. In merito a questi fatti, Mabbitt afferma di essersi sentito tradito, perché Green avrebbe dovuto avvisare lui e gli altri della sua decisione, che avrebbero comunque sostenuto.
Tuttavia, già il 6 ottobre dello stesso anno, viene annunciato che Green lascia anche questo gruppo per problemi personali, rimanendovi in rapporti amichevoli.

### Violent New Breed (2015–presente)
Un anno dopo la dipartita dai Falling in Reverse, Green si dedica come cantante al suo nuovo progetto, i Violent New Breed, annunciando l'uscita di un EP omonimo, insieme al chitarrista Mikey Alfero, al bassista Brent Ashley e al batterista Glendon Crain.
Dopo un periodo di assenza, nel maggio 2019 vengono annunciati cambiamenti nella formazione, con il cantante e chitarrista Sean Russell, Shawn McGhee alla chitarra e Charlie Nicholson alla batteria. ll 25 ottobre esce il primo album in studio del gruppo, Bad Reputation, che vede anche una collaborazione con Howard Jones nel singolo Bury Me.

## Discografia

### Con gli Escape the Fate
- 2006 – There's No Sympathy for the Dead (EP)
- 2006 – Dying Is Your Latest Fashion
- 2008 – This War Is Ours
- 2010 – Escape the Fate

### Con i The Natural Born Killers
- 2012 – Oblivion (EP)

### Con i Violent New Breed
- 2016 –  Violent New Breed (EP)
- 2019 –  Bad Reputation